# Hacksberg und Steckental
Das Gebiet Hacksberg und Steckental im Südwestdeutschen Stufenland
wurde per Verordnung am 20. Dezember 1991 als Naturschutzgebiet ausgewiesen und hat eine Fläche von insgesamt 161,9 Hektar. Der flächenmäßig größte, östliche Anteil (100,0 ha) wird unter der Schutzgebietsnummer 1.182 beim Regierungspräsidium Stuttgart geführt. Der westliche Teil mit 61,9 ha wird unter der Schutzgebietsnummer 2.148 beim Regierungspräsidium Karlsruhe geführt.

## Lage
Das Naturschutzgebiet befindet sich im Naturraum Obere Gäue und liegt etwa 2500 Meter südlich von Weil der Stadt. Es ist Teil des FFH-Gebiets Nr. 7319-341 Gäulandschaft an der Würm. Nördlich des Gebiets liegt das Landschaftsschutzgebiet Nr. 1.15.027 Heckengäu-Weil der Stadt und im Südosten grenzt es an das Landschaftsschutzgebiet Nr. 1.15.088 Grafenau.

## Schutzzweck
Laut Verordnung ist der Schutzzweck die Erhaltung, Entwicklung und Pflege der unterschiedlichen Trockenbiotope mit den zahlreichen typischen und gefährdeten Pflanzen und Tierarten, die Erhaltung der heterogen strukturierten Gebiete als Lebensraum für charakteristische und seltene Tierarten, insbesondere für Kleinsäuger, Vögel, Insekten, Spinnen und Weberknechte und die Sicherung der typischen Heckengäulandschaft.

## Flora und Fauna
In den wechseltrockenen Bereichen des Gebiets gedeihen die Orchideenarten Sumpf-Stendelwurz und Wohlriechende Händelwurz. Die trockenen und vegetationsfreien Flächen des Schutzgebiets sind Lebensraum des besonders geschützten Feld-Sandlaufkäfers sowie der Wolfsspinne Alopecosa trabalis und der Glattbauchspinne Gnaphosa lucifuga. Die Halbtrockenrasenflächen des Gebiets beherbergen die Schmetterlingsarten Goldene Acht, Schachbrett, Kleiner Eisvogel und Sechsfleck-Widderchen. Auf den Salbei-Glatthaferwiesen sind Großschmetterlinge wie Aurorafalter, Admiral und Mädesüß-Perlmuttfalter zu finden. In den Spechthöhlen alter Bäume konnten die Fledermausarten Bechsteinfledermaus, Großes Mausohr und Abendsegler nachgewiesen werden.